# قلعه و محوطه کلاس کمر
قلعه و محوطه کلاس کمر مربوط به عصر آهن دو وIII- دوران‌های تاریخی پس از اسلام است و در شهرستان رودبار، بخش عمارلو، روستای ویه واقع شده و این اثر در تاریخ ۱۹ مرداد ۱۳۸۴ با شمارهٔ ثبت ۱۲۸۲۶ به‌عنوان یکی از آثار ملی ایران به ثبت رسیده است.